# Ömer Çubukçu
Ömer Çubukçu (ur. 10 maja 1980) – turecki zapaśnik w stylu wolnym. Olimpijczyk z Aten 2004, gdzie zajął siódme miejsce w kategorii 66 kg.
Dziewiąty w mistrzostwach świata w 2005. Brązowy medal mistrzostw Europy w 2003 i 2004 roku i na igrzyskach śródziemnomorskich w 2001. Piąty w Pucharze Świata w 2001. Wicemistrz świata juniorów w 2000 roku.